# Abdul Sabur Farid Kuhestani
Abdul Sabur Farid Kuhestani (* 1952; † 3. Mai 2007) war ein afghanischer Politiker aus der Provinz Kapisa.
Vom 6. Juli 1992 bis zum 15. August 1992 war er der erste afghanische Ministerpräsident in einer Regierung der Mudschahidin, die die bisherige sozialistische Führung bekämpft hatten. Kuhestani war Mitglied der islamistischen Partei Hezb-i Islāmī Afghanistans, deren politischer Führer Gulbuddin Hekmatyār ihm im Amt des Ministerpräsidenten folgte. Er diente als Senator im Oberhaus des afghanischen Parlaments. Zuvor war er Kommandant der Mudschaheddin seiner Provinz und Gefolgsmann Gulbuddin Hekmatyārs. Am 3. Mai 2007 wurde er bei einer Schießerei vor seinem Haus in Kabul getötet.
| Personendaten    | Personendaten                |
| ---------------- | ---------------------------- |
| NAME             | Kuhestani, Abdul Sabur Farid |
| KURZBESCHREIBUNG | afghanischer Politiker       |
| GEBURTSDATUM     | 1952                         |
| GEBURTSORT       | Afghanistan                  |
| STERBEDATUM      | 3. Mai 2007                  |
| STERBEORT        | Kabul, Afghanistan           |